# Aki Berg
Aki-Petteri Arvid Berg (Raisio, 28 luglio 1977) è un ex hockeista su ghiaccio finlandese.
In campo internazionale, con la nazionale finlandese, ha conquistato un argento (2006) e un bronzo olimpico (1998).

## Palmarès

### Giochi olimpici invernali
- Argento a Torino 2006
- Bronzo a Nagano 1998

### World Cup of Hockey
- Argento (2004)